# آلمان (دوردون)
الیمانز (به فرانسوی: Allemans) یک کمون در فرانسه است که در Canton of Ribérac واقع شده‌است.

## خصوصیات
الیمانز ۱۸٫۷۵ کیلومترمربع مساحت و ۵۶۶ نفر جمعیت دارد و ۱۱۶ متر بالاتر از سطح دریا واقع شده‌است.